# Фонтана „Буђење”
Фонтана „Буђење” дело је српског вајара Драгомира Арамбашића и налази се на Калемегдану код  Уметничког павиљона „Цвијета Зузорић”.

## Опште информације
Поствљена је на Малом Калемегдану код Уметничког павиљона „Цвијета Зузорић”. Скултпура жене са голубовима дело је Драгомира Арамбашића, а постављена је по завршетку градње павиљона, 1928. године. Изливена је 1920. године и представљена у Паризу приликом излагања у званичном Салону француских уметника. Том приликом скулптура је добила награду „Мансион“. Након тога, дело је откупила и одлила у бронзи Београдска општина.
За време Другог светског рата и после њега фонтана је била демонтирана, а неки делови (фигуре голубова) су нестали. Сам стојећи женски акт био је поново постављен на исто место 1959. године као украсна скулптура, а две деценије касније фонтана је у целини реконструисана. Висина фигуре је 180 центиметара.
Фонтана је више пута била мета лопова, а са ње су украдене фигуре фолубова, па је Скупштина града Београда и Београдска тврђава обезбедила калупе и излила их.